# چمایوو
چمایوو (انگلیسی: Chemayevo) یک شهرک در شهرستان کاراایدلسکی استان باشقیرستان کشور روسیه است.